# Микроформат
Микроформат (англ. microformat; иногда сокращённо μF или uF) —  это наделение тегов HTML или XHTML альтернативным смыслом или превращение тегов с помощью параметров тегов в поля базы данных и метатэги. Является способом семантической разметки документа. Пользователь может воспринимать страницу с микроформатом как обычную веб-страницу, а программы-обработчики могут извлечь из такой страницы структурированную информацию.
Поскольку микроформаты основаны на уже существующих стандартах (таких, как HTML и XHTML), их легко добавлять в существующие страницы в Интернете.

## Принципы построения
При использовании микроформатов, к существующей HTML-разметке добавляются параметры тегов, вместе составляющие набор данных по  заранее определённым правилам. Например, это можно сделать с помощью атрибута class  (этот атрибут определён для всех элементов). Таким образом, люди приходят к соглашению об использовании определённых значений атрибутов (в том числе class) для разметки определённых фрагментов информации. В дальнейшем такую разметку можно обрабатывать машинными средствами.
Для разметки микроформатами подходят любые элементы HTML, но особое значение придаётся элементам, которые не имеют собственного, стандартного семантического значения — div и span. Из атрибутов в настоящее время используются в основном: class, rel, rev.

## Примеры
Предположим, что имеется контейнер с уже размеченной информацией о человеке:
```
<div>

    
<div>
Василий
 
Пупкин
</div>

    
<div>
Рога
 
и
 
Копыта
</div>

    
<div>
495-564-1234
</div>

    
<a
 
href=
"http://example.com/"
>
Мой
 
сайт
</a>

</div>

```

С помощью микроформата hCard можно добавить семантическую значимость этому блоку кода:
```
<div
 
class=
"vcard"
>

    
<div
 
class=
"fn"
>
Василий
 
Пупкин
</div>

    
<div
 
class=
"org"
>
Рога
 
и
 
Копыта
</div>

    
<div
 
class=
"tel"
>

        
<span
 
class=
"type"
>
Work
</span>

        
<span
 
class=
"value"
>
495-564-1234
</span>

    
</div>

    
<a
 
class=
"url"
 
href=
"http://example.com/"
>
Мой
 
сайт
</a>

</div>

```

Содержимое самих элементов не изменилось; к ним только были добавлены атрибуты, указывающие, где именно в блоке находится та или иная информация (имя, телефон и так далее). Весь блок при этом имеет атрибут class="vcard", который является родительским для микроформата hCard. Это означает, что данный элемент и все вложенные в него элементы вместе составляют микроформат hCard.
Одним из способов использования такой информации являются плагины к браузерам, способные находить её на странице, извлекать и передавать другим приложениям (адресной книге, календарям).

## Существующие микроформаты
Каждый микроформат решает определённую, отдельную задачу. Вот наиболее известные из них:
- hCard — организации и люди;
- hCalendar — события;
- hAtom — ленты новостей (как аналог RSS и Atom) в обычном HTML или XHTML;
- XFN — социальные взаимоотношения;
- rel-tag — метки (теги) и образование фолксономии;
- xFolk — помеченные ссылки;
- adr — почтовые адреса;
- geo — географические координаты (широта и долгота);
- hReview — отзывы (о товарах, услугах, событиях и тому подобном);[1]
- hProduct — товары;[2]
- nofollow — для предотвращения индексации поисковыми системами определённых документов;
- hRecipe — кулинарные рецепты приготовления блюд.[3]

### Новые микроформаты
Разработка новых микроформатов происходит в открытом режиме.
Среди множества предлагаемых микроформатов наиболее близки к завершению микроформаты для разметки цитат и валют.